# Bahnhof Mühltal
Der Bahnhof Mühltal ist ein Haltepunkt an der Odenwaldbahn in der hessischen Gemeinde Mühltal im Vorderen Odenwald. Er liegt im Stadtteil Nieder-Ramstadt.

## Geschichte
Der Bahnhof wurde am 27. Dezember 1870 unter dem Namen Nieder Ramstadt-Traisa an Streckenkilometer 13,0 der hessischen Odenwaldbahn eröffnet. Seit dem 27. Mai 1882 fahren die Züge von Eberbach über Erbach, Höchst, Groß-Umstadt Wiebelsbach, Reinheim und Ober-Ramstadt zum Darmstädter Hauptbahnhof.
Zunächst wurde ein provisorisches Gebäude errichtet, welches später durch ein zweieinhalbstöckiges Gebäude ersetzt wurde. Das Empfangsgebäude war in Klinkerbauweise mit Holzfachwerk errichtet, das Dachgeschoss und die Straßenseite waren mit Holz verschalt.
Ursprünglich wies der Bahnhof zwei weitere Gleise sowie eine Güterabfertigung auf. Die Industriebahn Nieder-Ramstadt verband zwischen 1891 und 1957 den Bahnhof mit dem Steinbruch am Wingertsberg in Nieder-Ramstadt. Die Schmalspurbahn, die zunächst mit Pferden betrieben wurde, transportierte das abgebaute Gestein zur Verladeanlage am Bahnhof.
Das Empfangsgebäude wurde 1977 abgerissen. Später wurde als Ersatz ein schmuckloses Flachdachgebäude erbaut. Das Kreuzungsgleis und das Güterladegleis wurden um 1988 abgebaut und der Bahnhof dadurch zum Haltepunkt zurückgestuft. Der ebenfalls aus Klinker mit Holzfachwerk um 1890 erbaute Güterschuppen blieb erhalten und steht unter Denkmalschutz. Seit 2013 befindet sich im Güterschuppen ein französisches Restaurant.
Seit 2005 wurde die denkmalgeschützte Odenwaldbahn modernisiert. Mit dem Fahrplanwechsel 2005/2006 am 11. Dezember 2005 wurde der Haltepunkt Nieder Ramstadt-Traisa in Mühltal umbenannt. Der Bau eines neuen, barrierefreien Bahnsteigs erfolgte jedoch erst zwischen Juni und September 2010.

## Verkehrliche Bedeutung
Der Bahnhof weist heute ein Bahnsteiggleis auf. Es halten die Regionalbahnen der Odenwaldbahn (RB 81, RB 82), welche zwischen Eberbach/Erbach und Darmstadt/Frankfurt im Stundentakt verkehren. Regional-Express-Züge fahren ohne Halt durch.
| Linie | Verlauf | Takt                                                |
| ----- | --- | --------------------------------------------------- |
| RB 81 | Odenwaldbahn: Darmstadt Hbf – Darmstadt Nord – Darmstadt Ost – Darmstadt Lichtwiese – Mühltal – Ober-Ramstadt – Reinheim (Odenw) – Otzberg-Lengfeld – Groß-Umstadt Wiebelsbach – Höchst Hetschbach – Höchst (Odenw) – Höchst Mümling-Grumbach – Bad König – Bad König Zell – Michelstadt – Erbach (Odenw) Nord – Erbach (Odenw) – Beerfelden-Hetzbach – Hesseneck-Schöllenbach – Hesseneck-Kailbach – Eberbach Stand: Fahrplanwechsel Juni 2022        | einzelne Züge                                       |
| RB 82 | Odenwaldbahn: Frankfurt (Main) Hbf – Darmstadt Nord – Darmstadt Ost – Darmstadt Lichtwiese – Mühltal – Ober-Ramstadt – Reinheim (Odenw) – Otzberg-Lengfeld – Groß-Umstadt Wiebelsbach – Höchst Hetschbach – Höchst (Odenw) – Höchst Mümling-Grumbach – Bad König – Bad König Zell – Michelstadt – Erbach (Odenw) Nord – Erbach (Odenw) – Beerfelden-Hetzbach – Hesseneck-Schöllenbach – Hesseneck-Kailbach – Eberbach Stand: Fahrplanwechsel Juni 2022 | 60 min (Frankfurt–Erbach) 120 min (Erbach–Eberbach) |

## Trivia
Das originale Empfangsgebäude war jahrzehntelang als Bausatz und ist heute als Fertigmodell in der Spurgröße H0 bei der Modellbaufirma Gebrüder Faller unter der Bestellnummer 193112 erhältlich.